# Sigrun Krause
Pour les articles homonymes, voir Krause.
Sigrun Krause (née le 28 janvier 1954 à Steinbach) est une fondeuse est-allemande.
Elle est la mère du fondeur allemand Jens Filbrich.

## Palmarès

### Jeux olympiques
- Jeux olympiques d'hiver de 1976 à Innsbruck  Autriche:
  -  Médaille de bronze en relais 4 × 5 km

### Championnats du monde
- Championnats du monde de 1974 à Falun  Suède
  -  Médaille d'argent en relais 4 × 5 km